# Maria Stern (Singer-Songwriterin)

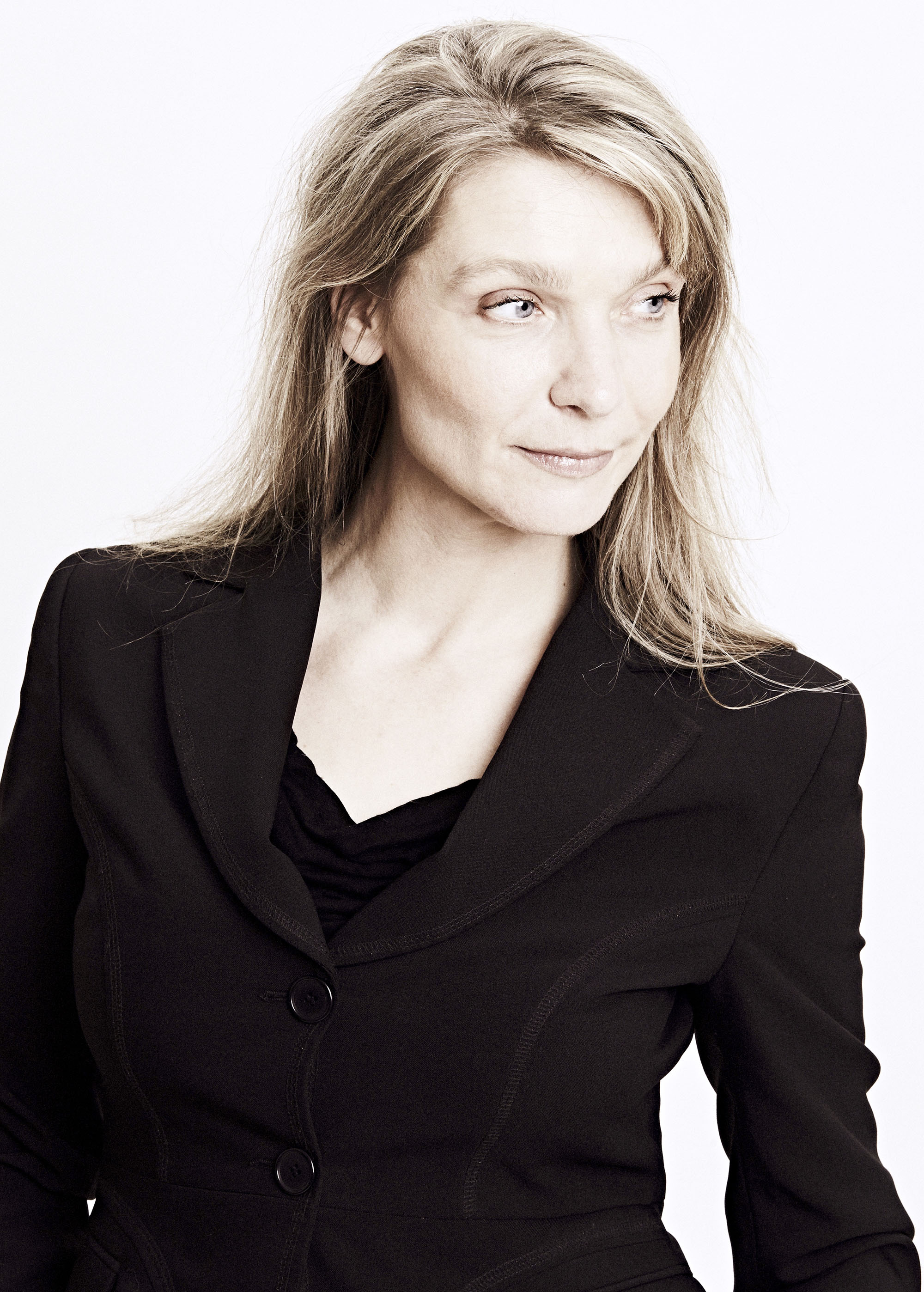
Maria Stern (2016)

Maria Stern (* 5. September 1972 in Ost-Berlin) ist eine österreichische Singer-Songwriterin, Lehrerin, Schriftstellerin und Politikerin. Sie war vom 1. September 2018 bis zum 14. Dezember 2019 Parteivorsitzende von JETZT – Liste Pilz (vormals Liste Peter Pilz). Als Vorstandsmitglied vom „Bildungsverein – Offene Gesellschaft“ war sie Mitbegründerin des Onlinemediums zackzack.at.

## Leben und Wirken
Maria Stern wurde in Ost-Berlin geboren. Nach der Volksschulzeit in Innsbruck besuchte sie die Freie Waldorfschule in Linz, maturierte 1990 am Oberstufen-Realgymnasium in Wien-Neubau und tourte mit Liedern des russischen Sängers Wladimir Semjonowitsch Wyssozki im Rahmen der Präsentation des Romans Honigland Bitterland von Marion Jerschowa durch Deutschland.
Ab 1991 nahm sie Schauspielunterricht an der Theaterschule GAMES (Graumann Acting Musical Entertainment Studio) am Graumanntheater in Wien. 1994 absolvierte sie eine Ausbildung am „Internationalen Studio für Bewegungstheater im Odeon“ (Wien und Dolcedo, Italien). Zwischen 1991 und 1994 nahm sie an zahlreichen Theater- und Filmproduktionen im In- und Ausland teil und arbeitete von 1994 bis 1999 als Model.
Von 1996 bis 1999 studierte sie Tanz (Eurythmie) an der Academie voor Euritmie (Fakultät der Hogeschool Helicon) in Den Haag, das sie nach einer Babypause mit dem Bachelor of Arts dance in education abschloss. Sie lebte ein Jahr in der Schweiz und verbrachte viel Zeit in Pančevo, Serbien. Von September 2009 bis November 2017 unterrichtete sie an der Waldorfschule in Pötzleinsdorf bei Wien Eurythmie und politische Bildung und war Mentorin in der Oberstufe.
2016 begann Maria Stern mit dem Verfassen einer Kriminalroman-Serie mit der Hauptfigur Clara Coban. 2020 erschienen die Bücher Politik nach Corona und Im wilden Osten. Im Herbst 2023 veröffentlichte Stern ihr erstes Hörbuch „Bastard“. Sie ist Delegierte der IG Autoren.

## Politisches und musikalisches Wirken
Sie initiierte 2011 die Petition Kindesunterhalt? Ja, Bitte! und gründete 2015 das Forum Kindesunterhalt. Durch zahlreiche musikalische und politische Auftritte und regelmäßiges Stehen (Stand-In) vor dem Parlament machte sie auf die Notwendigkeit der Modernisierung des Kindesunterhaltsrechts aufmerksam.
2014 wurde ihr Lied „One Billion Rising – Why?“ als österreichischer Beitrag des Vereins Autonome Österreichische Frauenhäuser (AÖF) für den internationalen Aktionstag One Billion Rising gegen Gewalt an Frauen und Mädchen mit prominenten Sängerinnen unter der Leitung von Herbert Pichler (VBW) aufgenommen. 2015 startete sie mit der Fotografin Marianne Weiss die Fotokampagne „Tanzen gegen (die) Armut“.
2009 bis 2016 war sie Mitglied des Frauenrates von Margit Fischer und 2016 Mitglied eines Bündnisses bestehend aus dem Österreichischen Frauenring, der Österreichischen Plattform für Alleinerziehende und Nationalratsabgeordneten, das die Sicherung des Kindesunterhaltes fordert.
Stern sang bei Veranstaltungen der Partei Die Grünen – Die Grüne Alternative, so trat sie beispielsweise bei „30 Jahre Grüne Frauen“ und „Die Grünen Wien - Internationaler Hurentag“ als Sängerin auf, bei Veranstaltungen mit SPÖ-Nähe (Arbeiterkammer, Frauenrat von Margit Fischer), im Parlament, dem AMS, der Volksanwaltschaft und auf zahlreichen Demonstrationen. Bis zur Bekanntgabe ihrer Kandidatur bei der Nationalratswahl 2017 auf der Liste Peter Pilz war sie die Sprecherin des österreichischen „Frauen*Volksbegehrens 2.0“ (2017). Ab der konstituierenden Sitzung der Liste Pilz war sie stellvertretende Parteiobfrau.
Ab dem 1. Dezember 2017 war sie (ohne Mandat im Nationalrat) Bereichssprecherin für Frauen. Am 20. August 2018 wurde sie einstimmig zur Obfrau gewählt.
Als Founder und CEO des „THANKS DAY - World Day for Single Parent Families & Friends“ vernetzt Maria Stern Alleinerziehende und ihre NGOs weltweit. Aufklärung, Aufmerksamkeit und Anerkennung stehen im Mittelpunkt dieser historisch einmaligen Initiative, der sich im Sommer 2021 zahlreiche Organisationen aus vielen Ländern und Kontinenten angeschlossen haben. Auf den THANKS Summits kommen bislang Organisationen und Speaker aus Österreich, Deutschland, Italien, Kroatien, Frankreich, Niederlande, Japan, Australien, Uganda, New York, Tschechien, Ungarn, Ukraine und Russland zu Wort. Die erste THANKS Gala fand am 14. Mai 2024 in der Urania Wien statt.

## Kritik
Im Februar 2019 wurde ein Youtube-Video bekannt, in dem Stern den "Strache-Song" singt und dazu die Hand zum Hitler-Gruß erhebt. Insbesondere die FPÖ sah darin einen Akt der nationalsozialistischen Wiederbetätigung und leitete das Video an die NS-Meldestelle des Bundesamtes für Verfassungsschutz und Terrorismusbekämpfung (BVT) weiter; der Ring Freiheitlicher Studenten sprach von Verharmlosung der Verbrechen des Nationalsozialismus und kündigte eine Sachverhaltsdarstellung bei der Staatsanwaltschaft an. Maria Stern beteuerte, die Geste sei im Kontext der Satire zu verstehen. Sie habe „nur gewunken.“ Bereits 2010 drohte ihr eine Klage von Fiona Swarovski, aufgrund des satirischen „Swarovski-Songs“ im Rahmen des Protestsongcontests im Rabenhof Theater.

## Diskografie
- 2009 Intermezzo, Studio Stern, Wien
- 2010 Swarovski-Song, Finale des FM4-Protestsongcontests[18][19][20][21]
- 2010 Jasmijn, Studio Stern, Wien
- 2013 Hausfrauenwalzer, Studio Stern, Wien
- 2014 krisenfest, Studio Stern, Wien
- 2014 One Billion Rising – Why, AÖF, gefördert vom Frauenministerium
- 2015 Kein schöner Land, dreisprachige Version (deutsch, arabisch, ugandisch) unter Mitwirkung von Nadja Maleh, Jenny Bell und Beatrix Neundlinger anlässlich der Aktion Refugees welcome

## Publikationen
- Das Märchenjahr: Verse für die Eurythmie mit Musik, Otanes Verlag, Berlin 2009. ISBN 978-3-931370-89-3.
- Beiträge in: Clemens Sedmak (Herausgeber), Lesebuch Soziale Ausgrenzung, Band 1: Aspekte von Armut in wohlhabenden Gesellschaften 1. Auflage, Mandelbaum Verlag, Wien 2014. ISBN 978-3-854764-57-1.
- Beiträge in: Clemens Sedmak (Herausgeber), Lesebuch Soziale Ausgrenzung, Band 2: Alltagswelten-Alltagserfahrungen 1. Auflage, Mandelbaum-Verlag, Wien 2015. ISBN 978-3-854764-93-9.
- Acetat – Clara Cobans erster Fall Roman, 1. Auflage, Wortreich Verlag, Wien 2016. ISBN 978-3-903091-17-7.[22]
- Wassermann – Clara Cobans zweiter Fall Roman, 1. Auflage, Wortreich Verlag, Wien 2018. ISBN 978-3-903091-51-1.
- Politik nach Corona, 1. Auflage, Wieser-Verlag, Wien 2020. ISBN 978-3-99029-426-0
- Im Wilden Osten, 1. Auflage, Wieser Verlag, Wien 2020, ISBN 978-3-99029-427-7
- Bastard, Hörbuch, Geschichte der Alleinerziehenden und ihrer Kinder von der Antike zur Gegenwart. Und globaler Rundumblick in der Gegenwart, publiziert auf den Plattformen Spotify und Apple Podcasts.

## Auszeichnungen
- 2011 FM4 Publikumspreis "für unverstandene Leistungen um die Genesung der Menschheit"